# Tita
Tita, właśc. Milton Queiroz da Paixão (ur. 1 kwietnia 1958 w Rio de Janeiro) – brazylijski piłkarz grający na pozycji napastnika. 31 razy wystąpił w reprezentacji Brazylii. Grał z nią na MŚ 1990.

## Kluby
- 1977-1982:  CR Flamengo
- 1983-1983:  Grêmio
- 1983-1985:  Flamengo
- 1985-1986:  Internacional-RS
- 1987-1987:  Clube de Regatas Vasco da Gama
- 1987-1988:  Bayer 04 Leverkusen
- 1988-1989:  Delfino Pescara 1936
- 1989-1990:  Vasco da Gama
- 1990-1994:  León
- 1994-1995:  CF Puebla
- 1995-1996:  León
- 1997-1998:  CSD Comunicaciones